# Felice Bauer
Felice Bauer (ur. 18 listopada 1887 w Prudniku, zm. 15 października 1960 w Rye) – niemiecka stenotypistka, narzeczona Franza Kafki.

## Wczesne życie
Felice Bauer urodziła się w Prudniku na Opolszczyźnie. Pochodziła z rodziny żydowskiej. Jej ojciec Carl Bauer (ok. 1850–1914) był agentem ubezpieczeniowym, a matka Anna z domu Danziger (1849–1930) była córką farbiarza w fabryce tekstylnej Samuela Fränkla w Prudniku (późniejsze ZPB „Frotex”). Felice miała czworo rodzeństwa: Else (1883–1952), Ferdinand (1884–1952), Erna (1885–1978) i Antonie (1892–1918). W 1899 rodzina przeprowadziła się do Berlina, gdzie Felice podjęła pracę jako stenotypistka.

## Związek z Franzem Kafką
Felice pierwszy raz spotkała Franza Kafkę 13 sierpnia 1912 w Pradze podczas jego wizyty w domu Maxa Broda, którego siostra była żoną kuzyna Felice. Felice przybyła do Pragi podczas swojej wycieczki do Budapesztu, by odwiedzić swoją siostrę Else. W swoim dzienniku Kafka pod datą 20 sierpnia opisał swoje pierwsze wrażenia ze spotkania z Bauer: „Siedziała przy stole, a mimo to sprawiała na mnie wrażenie służącej. (…) Koścista, pusta twarz, wystawiająca na jaw swą pustkę. Odsłonięta szyja. Wyrzucona na wierzch bluzka. Wyglądała na ubraną zupełnie po domowemu choć, jak się później okazało, wcale tak nie było. (…) Włosy blond, trochę sztywne i bez uroku, mocny podbródek”.
Kafka nawiązał z Bauer obfitą korespondencję, która została uznana za ważne źródło do poznania „skomplikowanej osobowości” Kafki. Krótko po spotkaniu, Kafka zaczął wysyłać listy do Felice prawie codziennie. Zadedykował jej swoją powieść Das Urteil, którą napisał w nocy 22 września 1912. Spotkali się ponownie w Wielkanoc w 1913, a pod koniec lipca tego samego roku Franz oświadczył się Felice w jednym ze swoich listów. Zaręczyny miały miejsce w święto Zesłania Ducha Świętego w 1914 roku w obecności rodziców Kafki i jego siostry Ottly, jednak zostały zerwane w sierpniu.
Felice i Franz zaręczyli się ponownie 12 lipca 1917. Para planowała szybkie małżeństwo i wspólne życie w Pradze. Kafka zanotował w swoim dzienniku: „Nie jestem zdolny żyć bez niej (…) nie zdołałbym jednak – i F. przeczuwa to – również żyć z nią razem”. Opisywał Felice jako „wesołą, witalną, wierzącą we własne siły i zdrową”. Chory na gruźlicę Kafka zerwał zaręczyny w grudniu tego samego roku.
Po latach w liście do Mileny Jesenskej Kafka autoironicznie opisał związek z Bauer: „Blisko przez pięć lat zawziąłem się na nią (a może raczej na siebie); na szczęście była nie do złamania ta jakaś krzyżówka prusko-żydowska, gatunek silny i niepokonany. Ja nie jestem tak odporny. Cóż, ona musiała tylko cierpieć, a ja musiałem jeszcze jej ból zadawać w dodatku”. Związek ocenił przyjaciel Kafki Max Brod: „Przez pięć lat z rzędu zmagania Kafki z samym sobą i z przeciwnościami zewnętrznymi wokół dążenia do związku małżeńskiego z Felicją są dominującym motywem jego życia, podnietą do pracy twórczej i rozmyślań pełnych niepokoju religijnego”.

## Późniejsze życie
W 1919 wyszła za mąż za Moritza Marassego (1873–1950), pracownika bankowego w Berlinie. Mieli dwoje dzieci: Heinza (1920–2012) i Ursulę (1921–1966). Po wybuchu światowego kryzysu ekonomicznego oraz wobec zwiększającej się obecności nazistów w niemieckiej polityce, rodzina podjęła decyzję o wyjeździe do Szwajcarii w 1931, a następnie do Stanów Zjednoczonych w 1936. Felice Bauer zmarła 15 października 1960 w miejscowości Rye w stanie Nowy Jork.
Amerykański wokalista Adam Green jest prawnukiem Felice.

## Upamiętnienie
Niemiecki artysta Artur Klose wykonał streetartową rzeźbę Franza Kafki, która zawiera mechanizm odtwarzający piosenkę na temat związku Felice Bauer z Franzem Kafką i jej miejscem urodzenia – „Kafka i Prudnik to poważna sprawa”. Rzeźba ta została umieszczona w październiku 2024 w ośrodku wypoczynkowym Puerto Rico na Gran Canarii.